# Editorial Mateu
Editorial Mateu fue fundada en 1944 en Barcelona, España, por Francisco Fernández Mateu –Francisco F. Mateu–, de la que fue director y propietario hasta 1973, año de su cierre. 
| EDITORIAL MATEU | EDITORIAL MATEU                           |
| --------------- | ----------------------------------------- |
| Estado          | Desaparecida                              |
| Años en activo  | 1944-1973                                 |
| Fundador        | Francisco F. Mateu                        |
| Localización    | Barcelona, España                         |
| Distribución    | Nacional e internacional (América Latina) |
| Género          | Narrativa y ensayo divulgativo            |

## Historia

### 1944-1964: Nacimiento y máxima productividad

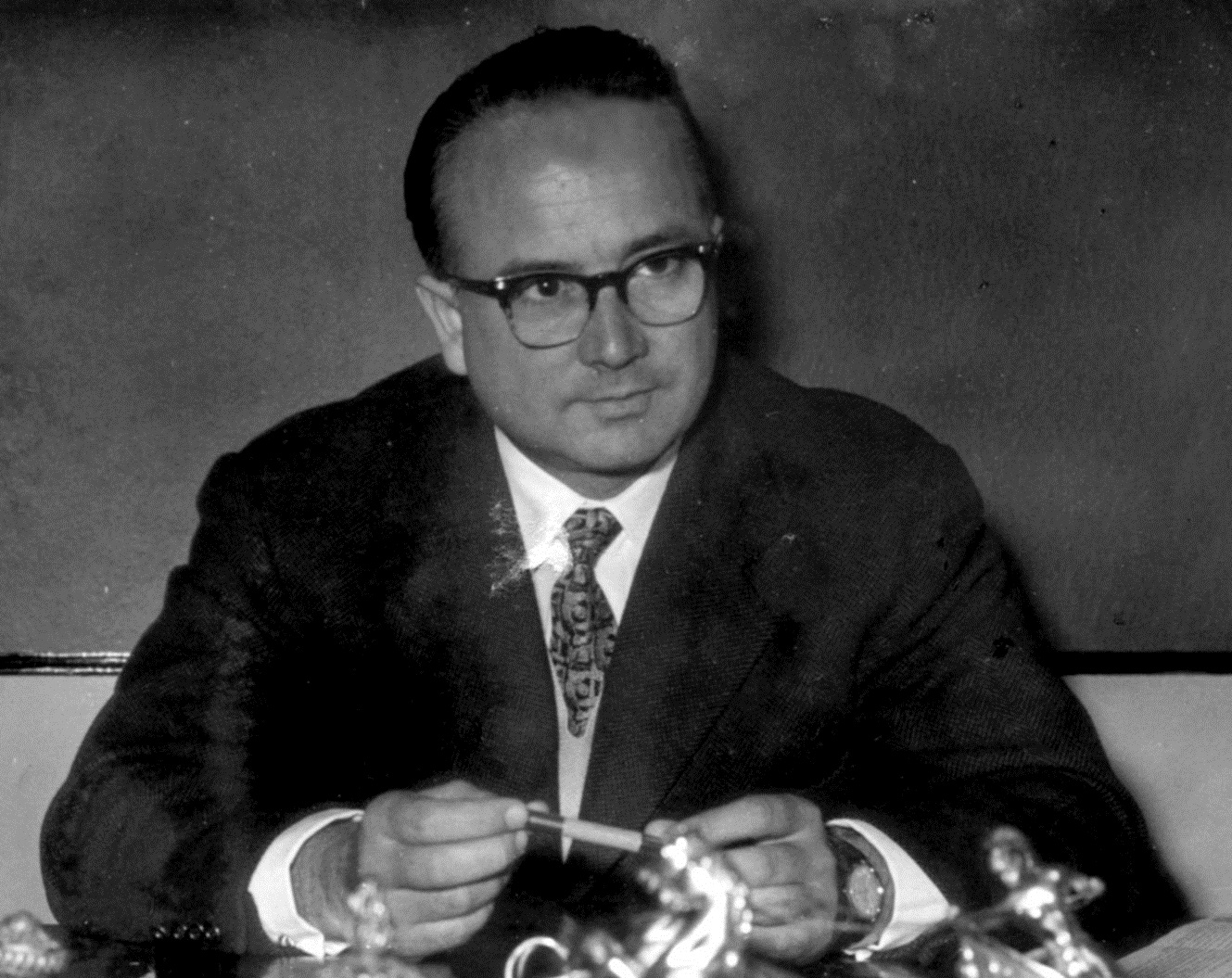
Francisco F. Mateu en su despacho el año 1956.

Editorial Mateu nació en el año 1944, fundada por Francisco F. Mateu a raíz de la publicación de tres novelas –Después de la vida y antes de la muerte, El desconcertante caso de la señorita D.M y Los últimos cien días de Berlín–, escritas por él mismo, para las que no encontraba editor.
Las tres obras –firmadas con distintos seudónimos– obtuvieron un gran éxito, especialmente Los últimos cien días de Berlín –una visión novelada de los momentos precedentes al final de la Guerra Mundial y la caída del régimen nazi. A raíz de estos sorprendentes éxitos, Mateu reunió a sus compañeros de estudios y de su época docente en los Escolapios de Sarriá para montar una pequeña editorial, cuya línea estuvo marcada especialmente por la labor conjunta con Rafael Ballester Escalas, doctor en Historia Antigua, y la participación de Manuel Rosell. La sede de la editorial se situó en un despacho de la calle París de Barcelona.

### Línea de novela y ensayo divulgativo
Desde un primer momento, Editorial Mateu se especializó en narrativa contemporánea y en temas de actualidad que suponían un claro reflejo de los conflictos mundiales de la época –véanse las obras ¿Qué será de Europa? Reflexiones de un germanófilo o Veinte meses en Auschwitz. Más adelante, hizo valiosas aportaciones en colecciones como La Hoja Perenne, La Pluma o Todo para Muchos (formato bolsillo), en las que incorporó autores hoy clásicos y en los años 40-50 poco o nada conocidos como Joseph Roth, Vladimir Nabokov, Heinrich Mann, Emil Ludwig, Ilyá Ehrenburg, Stefan Zweig, Grazia Deledda, Sinclair Lewis, Somerset Maugham, Pierre Benoît, Oriana Fallaci o Camilo José Cela, entre otros muchos. 

### Línea infantil y juvenil

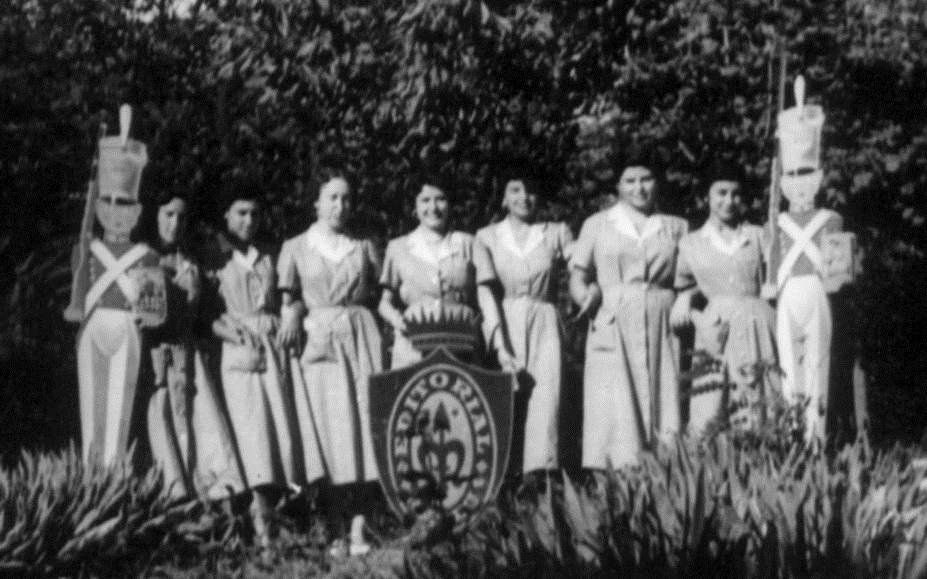
Empleadas de Editorial Mateu flanqueadas por dos “cadetes”, hacia 1955.

En 1950, se inició una línea juvenil con la colección Juvenil Cadete que, con doscientos títulos, presentó un amplio panorama de la literatura universal adaptada para los más jóvenes. De hecho, en ese momento, la situación con respecto a la literatura infantil y juvenil en España era desoladora. Apenas alguna editorial –como Molino o Bruguera– atendía al público joven. La colección Juvenil Cadete de Editorial Mateu puso un hito de referencia en este ámbito. Se afianzó por una oferta de títulos sugerentes y por una presentación muy atractiva: el color verde manzana de sus portadas simbolizaba una brizna de esperanza para los fundamentos de los jóvenes educados en los preceptos del franquismo. A este respecto el editor Mateu afirmaba a menudo: «Los jóvenes deben encontrar en la lectura un placer y, a la vez, un estímulo al conocimiento». A partir de esta misma idea, nacieron las colecciones Clásicos Cadete, Aventureros Geniales, Mujeres Insignes, entre otras, y la Enciclopedia del Muchacho Español, que le valió –tras muchas contrariedades por causa de la censura franquista– el Premio Lazarillo de 1958.
Francisco F. Mateu se dedicó con fervor a fomentar la lectura entre los jóvenes y, además de las colecciones mencionadas, publicó obras didácticas, diccionarios, recortables, álbumes de cromos, etc. Además organizó un club de lectores de la colección Cadete, festivales, cabalgatas, premios y actividades diversas dedicadas a los jóvenes.
En 1956 –tras una primera ubicación en una casa de la ya desaparecida calle Pedralbes– la editorial trasladó su sede a la calle Sant Gervasi de Cassoles, en un típico edificio del barrio barcelonés de Sant Gervasi, rodeado de un gran jardín. Francisco F. Mateu hizo pintar la fachada de rojo con la clara voluntad de crear una imagen de fantasía propia de un cuento infantil. 
Hombre emprendedor, Mateu fue productor de la película La Banda del Pecas –obra publicada en la colección Cadete–, dirigida por Jesús Pascual Aguilar, con los actores Luis Prendes, Amparo Baró, Quique San Francisco, entre otros. Intentó reiteradamente montar –aunque sin éxito– un parque temático con los personajes de los libros de la colección Juvenil Cadete. En el ámbito comercial fue pionero en la apertura del mercado español en América Latina y montó una red de librerías en Barcelona con nombres de títulos de la colección Cadete. La librería Robinson Crusoe sobrevivió hasta la década de los ochenta del pasado siglo en la barcelonesa calle Muntaner.
Su actividad de promotor y empresario no le privaba de seguir escribiendo, especialmente novelas que publicó siempre con seudónimo. A lo largo de su vida, llegó a utilizar más de seis nombres distintos: Antonio Ansuátegui, J.J. Inchausti, Marina Fernández, Javier Fernández o Lionel G. Morris. Una vez retirado, todavía escribió dos obras, una firmada con su propio nombre (Franco ese...) y otra con el seudónimo de Boz Elcana (No os preocupéis por el año 2000).

### Línea de quiosco

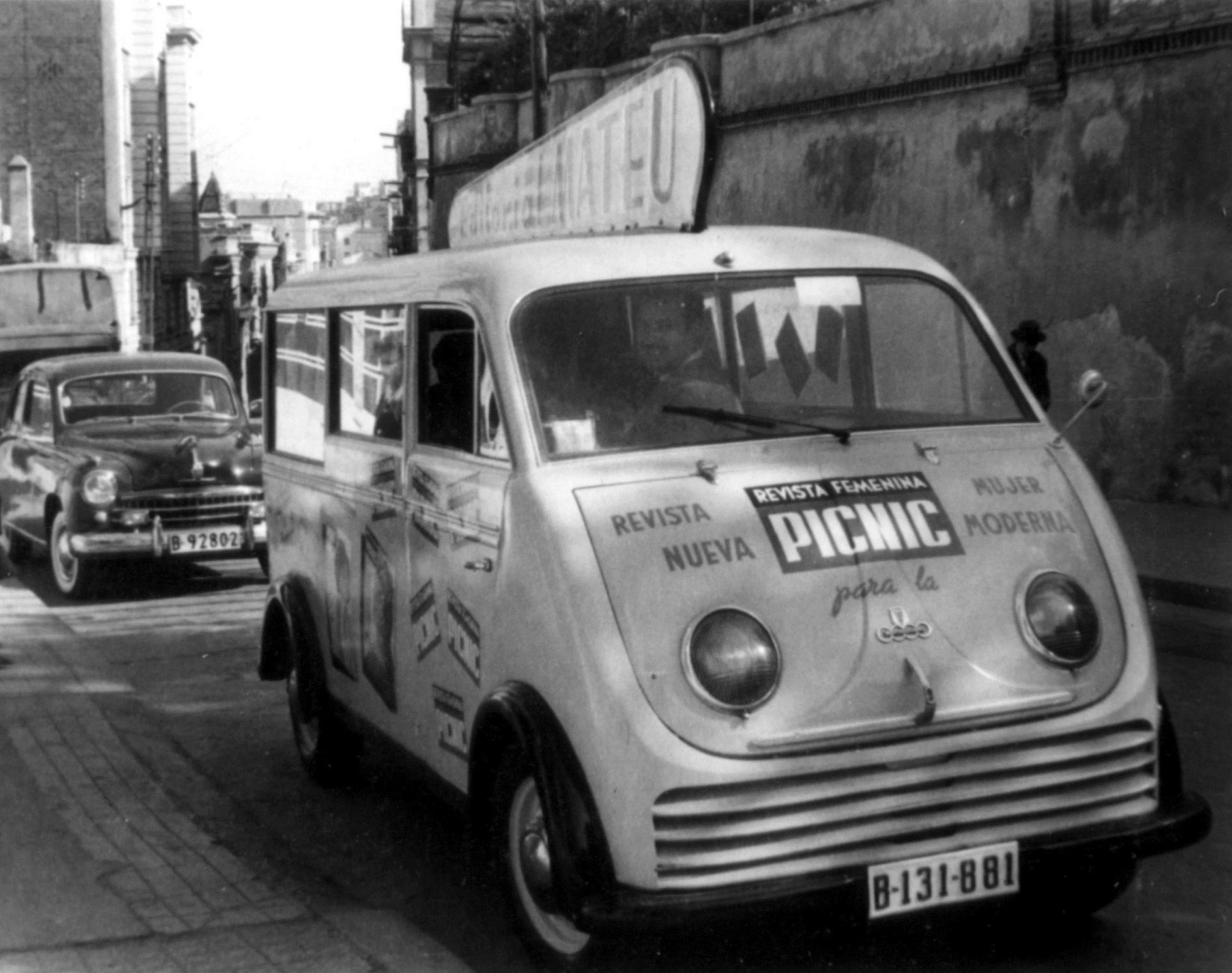
Camioneta de Editorial Mateu con publicidad de la revista Picnic, hacia 1960.

Otra línea editorial fueron las publicaciones de quiosco que incluía historias de temáticas tan variadas como aventuras, policíacas o de amor, cuadernos de chistes o pasatiempos y, también, un conjunto de revistas de entre las cuales sobresalió Picnic, realizada por un joven Terenci Moix (entonces todavía Ramón Moix).
En términos generales, la editorial funcionó con un ritmo y un volumen de publicación importante, aunque la integrará un equipo de no más de veinte personas en sus años de mayor actividad, entre 1955 y 1964. 

### Línea de fascículos

Catálogo de Editorial Mateu de 1959 ilustrado por Fariñas, autor de la mayoría de las cubiertas de la colección Cadete.

En la década de los sesenta, Editorial Mateu se abrió al mundo de los fascículos con series que marcaron un hito en esta nueva comercialización del libro. Así, La Divina Comedia, ilustrada por Gustave Doré; la Biblia – traducción catalana de los monjes de Montserrat–, Las Grandes Religiones, España qué hermosa eres, América qué hermosa eres o la Enciclopedia del saber humano, y especialmente Dolça Catalunya, en la que cada fascículo daba cuenta de una faceta –geográfica, histórica o cultural– de Cataluña, y Don Quijote de la Mancha, ilustrado por Salvador Dalí.
Si Dolça Catalunya tuvo graves problemas por la censura, Don Quijote de la Mancha los tuvo con el genial pintor ampurdanés. Esta edición debía incluir –además de los dibujos de Dalí publicados en las ediciones inglesa y francesa– sesenta nuevos dibujos hechos ex professo para la edición de Mateu. Sin embargo, el pintor no cumplió el contrato con el editor ya que le entregó solamente unos pocos –los firmados con la fecha de 1964. A cambio de su incumplimiento, Salvador Dalí dio permiso al editor para que el diseñador gráfico Luis Acosta Moro realizara sobre sus dibujos una serie de manipulaciones –colages, ampliaciones, fondos de colores añadidos, etc.– hasta conseguir la totalidad de la ilustración que precisaban los fascículos planteados. El resultado fue óptimo.

### 1965-1973: Últimos años
La inversión que supone la publicación de fascículos, la entrada en la publicidad televisiva y la gran competencia provocaron serios problemas económicos. Finalmente, la publicación de Las Grandes Religiones Ilustradas en cinco volúmenes fue un esfuerzo insuperable. Estas contrariedades estuvieron agravadas, por un lado, por la incertidumbre del mercado americano y, por otro, por los conflictos que la censura franquista ocasionó constantemente al editor Mateu. 
A partir de la puesta en marcha de la Ley de Prensa de 1966, en reiteradas ocasiones se tuvieron que reimprimir fascículos de Dolça Catalunya, antes de que fueran retirados. También se censuraron los primeros fascículos de una enciclopedia sobre el comportamiento sexual y la publicación de la obra de Didérot, La Religiosa –colección Todo para Muchos– llevó al editor Mateu ante el tribunal de Orden Público. Aunque fue absuelto, la obra solo obtuvo el permiso para la exportación. 
Además, la postura antigubernamental del editor provocó que le fueran denegados los créditos denominados prioritarios que el Banco de Crédito Industrial otorgaba en muy buenas condiciones a otros empresarios. 
Todo ello provocó que, en 1969, la editorial rebajase la producción y limitara la línea de fascículos. 
En 1964, en la sede de la calle Sant Gervasi de Cassoles, se había construido un inmueble de pisos, en cuyos bajos se ubicaron los despachos y el almacén de la editorial. Pero la crisis económica obligó, tres años más tarde, a vender el inmueble y a trasladarse a dos pisos de la calle Balmes. Los almacenes se instalaron en la calle Hurtado, donde estuvo ubicada la editorial hasta su desaparición. 
En 1970, coincidiendo con la entrada en el equipo editorial de la hija de Francisco F. Mateu, Montse Mateu, se incorporó un equipo de intelectuales jóvenes como editores, traductores y asesores; se iniciaron nuevas colecciones con nuevos temas –Mundo sin Dimensión o Maldoror, una curiosa colección de recuperación de textos marginales– y nuevos autores –George Bataille, Williams Burroughs, Elias Canetti, Max Stirner, Jules Michelet, Carl von Clausewitz, Mary Shelley, Heinrich von Kleist, Hölderlin, Erwin Rohde o el Príncipe Kropotkin. Ese mismo año, se iniciaron nuevas colecciones que seguían estos nuevos criterios, como Mundo sin Dimensión y Maldoror, curiosa colección de recuperación de textos marginales. 
En 1971 el fundador e impulsor de la editorial, Francisco F. Mateu, abandona el ámbito profesional debido a una grave enfermedad.
La editorial continuó vigente dos años más hasta su venta en 1973. En ese momento, el fondo editorial quedó incorporado al catálogo de Ediciones Nauta por lo que Editorial Mateu desapareció sensu stricto. Montse Mateu consiguió sustraer de la venta a Ediciones Nauta la colección Maldoror, que continuó en Las Ediciones Liberales del grupo Labor hasta 1977. 

## Principales colecciones

Cubierta de una obra de Pierre Benoit publicada en la colección La Hoja Perenne.

### Novela y ensayo divulgativo

Dos ejemplares de la colección Cadete.

- Colección Amaranto
- Arco de Triunfo
- Grandes Actualidades
- Imperia
- La Hoja Perenne
- Biblioteca Moderna Mateu (BMM)
- Serie Negra
- La Pluma
- Todo para Muchos
- Filtraciones
- Mundo sin Dimensión
- Maldoror

### Colecciones infantiles y juveniles

Ejemplar de la Iliada de Clásicos Cadete.

Un ejemplo de las publicaciones de Gran Formato.

- Juvenil Cadete
- Clásicos Cadete
- Aventureros Geniales
- Mujeres Insignes
- Cadete Infantil
- Cadete con Faldas
- El Príncipe Valiente
- Grumete

- Emilio Salgari

- Libros Condensados
- Galas Infantiles

- Niños de EspañaUn ejemplo de las publicaciones de Gran Formato.
- Enciclopedia del Muchacho Español

### Gran formato
- Los grandes procesos de la historia
- Navegantes y exploradores
- Negocios sucios y grandes fortunas
- Tuberculosos célebres
- Validos y favoritas
- Grandes enigmas de la historia
- Gentes
- LugaresUno de los fascículos de Dolça Catalunya.

Uno de los fascículos de Dolça Catalunya.

- Enciclopedia de los descubrimientos del siglo XX

### Colecciones de fascículos
- Enciclopedia del Saber Humano
- El plácido Don
- La Divina Comedia
- Don Quijote de la Mancha
- Las Grandes Religiones ilustradasDos ejemplares de la colección Maldoror: la cubierta de E. Gosse diseñada por M. Azúa; la obra de Kropotkin con dibujo de Artigau.
- Dolça Catalunya
- España, qué hermosa eres
- América, qué hermosa eres

Dos ejemplares de la colección Maldoror: la cubierta de E. Gosse diseñada por M. Azúa; la obra de Kropotkin con dibujo de Artigau.

- Enciclopedia de la Magia y el Misterio
- Nou Testament
- Els Evangelis
- El fantasma de Canterville

## Cesión del fondo editorial a la Universidad de Barcelona
En 2003, Montse Mateu, donó a la biblioteca de la Universidad de Barcelona el fondo editorial de Mateu. El material, acotado entre 1945 y 1973, permite estudiar de manera concisa el funcionamiento y la evolución de una editorial de la posguerra española. 

## Enlaces
Consulta del material donado a la Universidad de Barcelona: http://crai.ub.edu/ca/recursos-d-informacio/patrimoni-bibliografic/colleccions-tematiques/ct-editorial-mateu
Consulta de los catálogos de la Editorial Mateu en el fondo Bergnes de las Casas de la Biblioteca de Cataluña:http://www.bnc.cat/esl/Fondos-y-colecciones/Busca-Fondos-y-colecciones/Catalegs-d-editors-llibreters-i-subhastes-de-llibres-de-la-Biblioteca-Bergnes-de-las-Casas
- Datos: Q21487111
- Multimedia: Editorial Mateu / Q21487111